# Tepache
Tepache este un municipiu în statul Sonora, Mexic. Teritoriul municipal are o suprafață de 752.85 km². Localizarea sa prin coordonatele GPS este la: Longitudine (dec): -109.528889; Latitudine (dec): 29,533333.
1. ↑   http://www.inafed.gob.mx/work/enciclopedia/EMM26sonora/municipios/26063a.html Lipsește sau este vid: |title= (ajutor)
2. ↑  Institutul național de statistică, geografie și informatică
3. ↑  Institutul național de statistică, geografie și informatică
4. ↑   https://micodigopostal.org/sonora/Tepache/ Lipsește sau este vid: |title= (ajutor)
5. ↑   http://www.snim.rami.gob.mx/ Lipsește sau este vid: |title= (ajutor)